# 백태웅
백태웅(白泰雄, 1963년 1월 10일 ~ )은 대한민국의 사회운동가, 법학자, 미국변호사이자 국제 인권 전문가이다. 유엔인권이사회 강제실종실무그룹 의장과 하와이대 한국학연구소 소장을 지냈고, 현재 미국 하와이대 로스쿨 교수로 재직하고 있다.

## 생애

### 노동운동
경기도 파주에서 출생하였고, 부모님의 고향은 경상남도 거창으로, 주로 부산에서 자랐고, 부산성북초등학교, 부산진중학교, 부산동성고등학교를 졸업했다. 1981년 3월 서울대학교 법과대학 입학하였다. 학원에 경찰이 상주하는 상황에서 학원민주화를 요구하며 독재에 대항하는 학생운동에 적극 가담했고, 4학년이던 1984년 학도호국단 총학생장에 당선되어 학원민주화 및 사회민주화 운동을 이끌었고, 학생자치조직으로서의 직선제 총학생회 건설을 주도했다. 학원프락치로 의심을 받던 외부인을 일부 학생들이 폭행한 소위 서울대 민간인 감금 폭행 사건이 발생하였는데, 폭행의 당사자들은 빠져 나가고 학원민주화를 위해 적극적으로 활동한 학생대표들이 폭행을 한 것처럼 진행된 재판에서 징역 1년 형을 선고 받아 복역하였다. 학생대표들은 폭행에 연루되지 않았다고 일관되게 주장하고 있다. 1985년 11월 석방 후 서울 구로 독산 지역에서 노동자들의 권리를 신장하기 위한 노동운동을 시작하여 다양한 조직 운동을 진행하였고,  1989년 박노해 등 여러 활동가들과 함께 남한사회주의노동자동맹(사노맹)을 조직하여 폭넓은 활동을 전개하였다. 1992년 국가보안법 상 반국가단체 구성 및 수괴임무종사죄 등으로 검찰이 사형을 구형하였고, 1심에서 무기징역이 선고되었으며, 김영삼 정부가 들어선 후 항소심에서 징역 15년형이 선고되었다. 국제엠네스티에서 양심수로 지정하였고, 각계의 석방 운동에 힘입어 1999년 김대중 정부 출범 이후 8.15 특별사면으로 석방되었다.

### 법학 교수
석방이후 1999년 미국으로 노터데임 대학교 로스쿨로 유학하여 2000년 법학 석사 학위(LL.M)를 받고, 2003년 뉴욕주에서 미국 변호사 자격을 취득하였고, 동 대학원에서 국제인권법으로 법학박사 학위 J.S.D.를 받았다. 2002년 하버드 대학교 로스쿨에서 비지팅 스칼라로 연구를 하였고, 2003년 캐나다 밴쿠버에 있는 브리티시 컬럼비아 대학교 법과대학에 조교수에 임용되었다. 한국법 프로그램 디렉터를 맡으며 국제인권법과 한국법, 아시아 인권 등 강의하였고, 2004년에는 유엔 인권 소위의 법률 자문역을 맡았다. 2011년부터 미국 하와이 대학교로 자리를 옯겨 로스쿨 부교수를 거쳐 교수로 재직 중이다. 2015년에는 유엔 인권이사회의 강제실종 실무그룹에 아시아, 태평양지역을 대표하는 위원으로 임명되어, 부의장 (2018-2020)과 의장(2020-2021)을 역임하며 2022년까지 유엔인권 전문가로 활동을 하였다. 2018년부터 2024년까지 6년간 하와이대 한국학연구소의 소장으로 재직하였고, 현재 하와이대 로스쿨 교수로서 국제인권법, 비교법, 한국법 등을 가르치고 있다.

## 평가
2017년 9월 20일 백태웅은 SBS에 출연하여 젊은 시절 사노맹 활동에 대한 질문을 받고, "80년대 수많은 젊은이들이 개인의 영달보다는 사회 공공선과 사회 약자를 위해 자신들을 내던지면서 민주주의도 요구하고 노동자의 권리를 제기했었다"면서, "사노맹 활동을 부정하거나 후회하지 않고 자랑스럽게 생각한다"고 말했다.

## 같이 보기
- 남한사회주의노동자동맹(사노맹)
- 박노해
- 하와이 대학교